# Vanity Fair : La Foire aux vanités
Pour les articles homonymes, voir Vanity Fair et La Foire aux vanités (homonymie).
Pour plus de détails, voir Fiche technique et Distribution.
Vanity Fair : La Foire aux vanités ou La Foire aux vanités au Québec (Vanity Fair), est un film américano-britannico-indien réalisé par Mira Nair, sorti en 2004. Il s'agit d'une adaptation du roman-éponyme du romancier britannique William Makepeace Thackeray.

## Synopsis
Amelia Sedley (Romola Garai) et Rebecca "Becky" Sharp (Reese Witherspoon) quittent la pension dans laquelle elles vivaient pour se rendre à Londres dans la famille Sedley. Amelia retrouve ses parents ainsi que Joseph (Tony Maudsley), son frère, qui est rentré des Indes. Elle revoit également son fiancé, George Osborne (Jonathan Rhys-Meyers), un garçon vaniteux et égoïste dont elle est amoureuse, et le meilleur ami de celui-ci, William Dobbin (Rhys Ifans). Ce dernier est amoureux fou d'Amelia, mais ne peut qu'agir auprès de George afin qu'il ne la maltraite pas trop.
C'est sur le personnage de Becky Sharp, beaucoup moins machiavélique que dans le roman, qu'est centré ce film. La jeune femme tente d'abord de séduire Joseph Sedley, mais son entreprise échoue. Elle part alors travailler chez la famille Crawley et ne tarde pas à séduire la vieille tante très riche et le neveu que celle-ci préfère, Rawdon (James Purefoy).
À noter que le final est différent de celui du roman. Alors que dans ce dernier Becky se marie à Joseph et lui fait souscrire une assurance-vie à son avantage alors qu'il est malade et décède, dans le film ils partent ensemble aux Indes et le récit s'arrête sur leur bonheur.

## Fiche technique
- Titres français : Vanity Fair : La Foire aux vanités ( France) et La Foire aux vanités ( Québec)
- Titre original : Vanity Fair
- Réalisation : Mira Nair
- Scénario : Matthew Faulk, Mark Skeet et Julian Fellowes d'après le roman-éponyme de William Makepeace Thackeray
- Photographie : Declan Quinn
- Montage : Allyson C. Johnson
- Direction artistique : Nick Palmer et Lucinda Thompson
- Décors : Maria Djurkovic
- Costumes : Beatrix Aruna Pasztor
- Musique : Mychael Danna
- Production : Donna Gigliotti, Lydia Dean Pilcher et Janette Day
- Sociétés de production : Tempesta Films et Focus Features
- Sociétés de distribution : United International Pictures
- Budget : 23 000 000 $
- Pays d'origine :  États-Unis |  Royaume-Uni |  Inde
- Format : Couleur -  35 mm - 2,35:1 - Son DTS / Dolby Digital
- Genre : Film dramatique
- Durée : 142 minutes
- Dates de sortie :
  -  États-Unis : 1er septembre 2004
  -  Belgique et  Suisse romande : 27 avril 2005
  -  France : 4 mai 2005

## Distribution
Légende : VF = Version Française et VQ = Version Québécoise
- Reese Witherspoon (VF : Laura Blanc et VQ : Christine Bellier) : Becky Sharp
- James Purefoy (VF : Julien Kramer et VQ : Daniel Picard) : Rawdon Crawley
- Gabriel Byrne (VF : Gabriel Le Doze et VQ : Luis de Cespedes) : Marquis de Steyne
- Rhys Ifans (VF : Guillaume Lebon et VQ : Antoine Durand) : William Dobbin
- Romola Garai (VF : Charlotte Corréa et VQ : Catherine Proulx-Lemay) : Amelia Sedley
- Jonathan Rhys-Meyers (VF : Alexis Tomassian et VQ : Tristan Harvey) : George Osborne
- Tony Maudsley (VF : Thierry Bourdon et VQ : Alain Zouvi) : Joseph "Jos" Sedley
- Bob Hoskins (VF : Bernard-Pierre Donnadieu et VQ : Vincent Davy) : Sir Pitt Crawley
- Eileen Atkins (VF : Paule Emanuele et VQ : Madeleine Arsenault) : Miss Matilda Crawley
- Jim Broadbent (VF : Jean Barney et VQ : Marc Bellier) : M. Osborne
- Douglas Hodge (VF : Jérôme Rebbot et VQ : François Godin) : Pitt Crawley, fils
- Natasha Little : Lady Jane Sheepshanks
- Roger Lloyd Pack (VF : Régis Reuilhac) : Francis Sharp
- Geraldine McEwan (VF : Claude Chantal et VQ : Diane Arcand) : Lady Southdown
- Ruth Sheen : Miss Pinkerton
- Lillete Dubey : Miss Green
- Deborah Findlay (VF : Brigitte Aubry et VQ : Christiane Pasquier) : Mme. Mary Sedley
- John Franklyn-Robbins (VF : Pierre Bonzans) : M. Sedley
- Sophie Hunter : Maria Osborne
- Paul Bazely : Biju
- Charlie Beall : Gambler
- William Melling : Rawdy Crawley enfant
- Tom Sturridge (VF : Hervé Grull) : Georgy Osborne adolescent
- Angelica Mandy : Becky Sharp (jeune)
- Robert Pattinson : Rawdy Crawley (adulte)
- Richard McCabe (VF : Laurent Morteau) : Roi George IV
- John Woodvine (VF : Marc Cassot) : Lord Bareacres
- Niall O'Brien (VF : Michel Fortin) : M. Moss